# Секула Митић (лекар)
После др Зорана Миловановића долази за шефа др Секула Митић који је и данас на тој дужности. Рођен је у селу Власе. Медицински факултет је завршио у Нишу 1985. године.
Након обављеног стажа ради у служби опште медицине Дома здравља у Лесковцу до
1998. године када прелази у Онколошки диспанзер и 1989. постаје шеф диспанзера. Од 1995. године је председник Друштва за борбу против рака.